# ブルースの真実
| 専門評論家によるレビュー | 専門評論家によるレビュー |
| レビュー・スコア         | レビュー・スコア         |
| 出典                     | 評価                     |
| ------------------------ | ------------------------ |
| All Music                | [ 1 ]                    |

『ブルースの真実』（ブルースのしんじつ、The Blues and the Abstract Truth）は、1961年2月に録音された、アメリカ合衆国のジャズ・サックス奏者オリヴァー・ネルソンによるアルバムである。同年、インパルスより発売された。
依然としてネルソンの最も評価の高いアルバムであり、フレディ・ハバード、エリック・ドルフィー、ビル・エヴァンス（ネルソンとの唯一の共演）、ポール・チェンバース、ロイ・ヘインズといった著名なミュージシャンらが参加している。
バリトン・サックスのジョージ・バローはソロを取らないが、ネルソンの巧みなヴォイシングにおいて重要な役割を担っている。
ジャケット写真はピート・ターナーが撮影した。

## 内容
ブルースのムードや構造を探求しているが、従来の12小節ブルース形式で構成される曲は少ない。
この点で、マイルス・デイヴィスの『カインド・オブ・ブルー』（1959年発表。ちなみにエヴァンスとチェンバースは、双方のアルバムに参加している）と同じく、ブルースにおけるシンプルで繊細なハーモニーを追求した作品と見なされる場合がある。
収録曲では「ストールン・モーメンツ」が最もよく知られる。
「ホー・ダウン」は44小節の構造を持つ。
「カスケイズ」は56小節にフォームを伸ばし、Aセクションに16小節のマイナー・ブルースを使用することで、従来の32小節のAABA形式を変更している。
「ヤーニン」「ブッチ・アンド・ブッチ」と「ティニーズ・ブルース」（冒頭でチェンバースによる12小節のベース・ソロが2コーラス分演奏される）など、アルバムのB面には12小節の形に近い3つのトラックが含まれている。
ネルソンの後のアルバム『続ブルースの真実』（1964年）は、メンバーの全く異なるグループでの演奏だが、このレコードによく似ている。

## 評価
ジャズ・ジャーナル・インターナショナルは「ポスト・バップの録音では必須」作品とした。

## カバー
- 2008年にピアニスト、ビル・カンリフはトリビュート・アルバム『The Blues and the Abstract Truth, Take 2』を、オリジナル作品に新しいアレンジを加えて発表。

- 「ストールン・モーメンツ」は、フランク・ザッパ、アーマッド・ジャマル、ブッカー・アーヴィン、ユナイテッド・フューチャー・オーガニゼイションやタートル・アイランド・カルテットがカバーした。

- 「ティニーズ・ブルース」は、2009年のスティーリー・ダンのショーの冒頭曲として使用された[2]。

## 収録曲
アーロン・コープランドの「ホー・ダウン」を除く全曲がオリヴァー・ネルソンによる作曲である。
1. 「ストールン・モーメンツ」 - "Stolen Moments" - 8:46
2. 「ホー・ダウン」 - "Hoe-Down" - 4:43
3. 「カスケイズ」 - "Cascades" - 5:32
4. 「ヤーニン」 - "Yearnin'" - 6:24
5. 「ブッチ・アンド・ブッチ」 - "Butch and Butch" - 4:35
6. 「ティニーズ・ブルース」 - "Teenie's Blues" - 6:33

## パーソネル

### 演奏者
- オリヴァー・ネルソン - アルト・サクソフォーン、テナー・サクソフォーン
- エリック・ドルフィー - フルート、アルト・サクソフォーン
- ジョージ・バロー - バリトン・サクソフォーン
- フレディ・ハバード - トランペット
- ビル・エヴァンス - ピアノ
- ポール・チェンバース - ベース
- ロイ・ヘインズ - ドラム

### 制作
- ルディ・ヴァン・ゲルダー - レコーディング・エンジニアリング
- チャック・スチュワート - 写真撮影
- ピート・ターナー - カバーデザイン

## 参照
1. ↑  Nastos, Michael G. "The Blues and the Abstract Truth: review" AllMusic. Retrieved May 20, 2013.
2. ↑  Rob Tannenbaum (2009年8月4日). “Tasty! Steely Dan Brings the Guitar Solos, Male Ponytails”.   vulture.com. 2014年1月5日閲覧。

## 参考資料
- The Blues and the Abstract Truth at vervemusicgroup.com
- "Album of the Week" discussion on the Organissimo jazz forum
- Bill Cunliffe's tribute to the original album (features new arrangements)
- The Blues and the Abstract Truth at discogs.com